# ألكساندرا دولينج
ألكساندرا دولينج قالب:Lang-und هي ممثلة بريطانية، ولدت في 1990 في لندن في المملكة المتحدة.

## وصلات خارجية
- ألكساندرا دولينج على موقع IMDb (الإنجليزية)
- ألكساندرا دولينج على موقع ألو سيني (الفرنسية)
- ألكساندرا دولينج على موقع أول موفي (الإنجليزية)
- ألكساندرا دولينج على موقع قاعدة بيانات الفيلم (الإنجليزية)
- ألكساندرا دولينج على موقع كينوبويسك (الروسية)